# Нагата-Тё
Нагата-Тё (яп. 永田町, ながたちょう) — один из кварталов Токио, расположенный в специальном районе Тиёда. Расположен южнее Императорского дворца, между улицами Утибори на севере и Сотобори на юге. Занимает территорию возвышенности Яманотэ. Главный центр политической жизни Японии. Площадь — около 683 600 м². Население на 2010 год — около 388 000 человек.

## Краткие сведения
Название квартала происходит от фамилии богатого самурая Нагата Дандзюро. В течение периода Эдо его потомки проживали в этом районе. После реставрации Мейдзи (1868 год) их частные дома перешли под правительственный контроль и были переданы японским вооруженным силам.
В 1936 году в Нагата-Тё было построено Здание японского парламента. Это превратило квартал в главный политический центр страны. Кроме парламента в Нагата-Тё также были построены Резиденция премьер-министра Японии, Депутатские дома обеих Палат Парламента, Национальная парламентская библиотека Японии, правительственные здания Кабинета министров Японии, а также Храм Хие. Бывший дом Министерства юстиции, выполнен из красного кирпича, был занесён в культурные ценности памятников Японии.
Через Нагата-Тё пролегают основные линии Токийского метро: Маруноути, Тиёда, Юракутё, Хандзомон и Намбоку. На севере и востоке квартала проходит внутренняя кольцевая скоростная автодорога Токио. Вся территория Нагата-Тё озеленена.